# Colpo gobbo all'italiana
Pour plus de détails, voir Fiche technique et Distribution.
Colpo gobbo all'italiana est une comédie à l'italienne réalisée par Lucio Fulci et sortie en 1962,.

## Synopsis
Orazio est un veilleur de nuit romain dont la vie se déroule sans problème. Il connaît désormais tous les petits voleurs du quartier qu'il surveille chaque nuit et vit désormais la routine habituelle jusqu'à un samedi soir où il est témoin d'une bagarre entre un Français et une femme.

## Fiche technique
Sauf indication contraire, les informations mentionnées dans cette section peuvent être confirmées par la base de données cinématographiques IMDb,  présente dans la section « Liens externes ».
- Titre original : Colpo gobbo all'italiana
- Réalisation : Lucio Fulci
- Scénario : Giovanni Grimaldi, Bruno Corbucci, Giorgio Bianchi
- Montage : Franco Fraticelli
- Musique : Piero Umiliani
- Décors : Giuseppe Ranieri
- Société de production : Mira Film
- Pays de production :  Italie
- Langue de tournage : italien
- Format : Noir et blanc - 1,66:1 - Son mono - 35 mm
- Genre : Comédie à l'italienne
- Durée : 100 minutes (1h40)
- Dates de sortie :
  - Italie : 4 mai 1962
  - Mexique : 28 avril 1967

## Distribution
- Mario Carotenuto : Nando Paciocchi
- Marisa Merlini : Nunziata Maggiola
- Andrea Checchi : Orazio Menicotti
- Gina Rovere : Gina
- Gino Bramieri : Panza
- Aroldo Tieri : Titillo, le cambrioleur
- Gabriele Antonini : Ennio
- Hélène Chanel : La touriste française blonde
- Ombretta Colli : La petite amie d'Ennio
- Nino Terzo : Manciola
- Mario De Simone : Œil de Bœuf (« Occhio di bue » en VO)
- Vittorio Daverio : Fischio
- Giacomo Furia : Le brigadier
- Zoe Incrocci : La femme de Fischio
- Burt Nelson : Le mari de la touriste française
- Silla Bettini : Bullone
- Ugo Fangareggi : Bisaccia, le voleur de voitures
- Mimmo Poli : L'hôte
- Ignazio Dolce : L'Algérien
- Carlo Pisacane : Le grand-père
- Jole Fierro : Ines
- Peppino De Martino : Le comptable de l'insomnie
- Giulio Calì : Le costumier
- Mario Passante : Tuttabirra, le copain d'Ennio
- Gigi Bonos : L'homme ivre
- Jimmy il Fenomeno : Le fou du commissariat
- Nino Nini : Le policier au commissariat